# Bernard Quemada
Bernard Quemada (Donostia, 13 de juny de 1926 - París, 5 de juny de 2018) fou un lingüista francès, romanista i lexicògraf.

## Vida i obra
Bernard-Jésus-Manuel Quemada (alguna vegada escrit Quémada), fill de pare espanyol, va assistir al Lycée Chaptal de París. Va estudiar a la Sorbona i es va doctorar el 1949 amb la tesi Le "commerce amoureux" dans les romans mondains (1640–1700). Etude sur le vocabulaire de la galanterie au XVIIe siècle. Thèse d'université, dirigida per Robert-Léon Wagner (inèdita).

### Lingüística aplicada a Besançon
De 1950 a 1969 va ensenyar a la Universitat de Besançon primer com a assistent, després com a professor de lingüística aplicada, una disciplina que ell va fundar a França. Va dotar aquesta universitat amb mitjans moderns, com un laboratori d'idiomes (1962) i primerencs sistemes de tractament de textos. Aquest i la recerca sobre el vocabulari i diccionaris foren els seus principals interessos. En ambdós camps de recerca va fundar revistes prestigioses: el 1959, els Cahiers de Lexicologie, i el 1962, els Etudes de Linguistique Appliquée, així com la sèrie de publicacions Matériaux pour l'histoire du vocabulaire français, amb nombrosos volums.

### Investigació en lexicografia
El 1968, Quemada es va habilitar a la Sorbona amb una tesi dirigida per Georges Matoré: Les Dictionnaires du français moderne 1539-1863. Étude sur leur histoire, leurs types et leurs méthodes, enriquit amb un voluminós Essai de bibliographie générale des dictionnaires, vocabulaires et glossires français, 2 toms (Besançon 1967). Amb aquesta recerca, (juntament amb la de Jean Dubois, Alain Rey i Josette Rey-Debove) va contribuir de forma significativa a l'establiment de la lexicografia com a disciplina científica.

### Investigació sobre glosses lingüístiques
De 1970 a 1981, Quemada va ensenyar a la Universitat de París III (Sorbonne Nouvelle). Va publicar una àmplia bibliografia de totes les glosses lingüístiques publicades als diaris francesos de 1950 a 1970 (Bibliographie des chroniques de langage publiées dans la presse française, 2 vols. París 1970 i 1972), un gènere que es va prendre seriosament per primera vegada com a objecte d'investigació lingüística.

### Publicació del TLF
El 1977, Quemada va succeir Paul Imbs, com a director de l'Institut Nacional de Langue Française de Nancy (fins 1991) i es va fer càrrec, a partir del volum 8, de publicació del Trésor de la langue française (TLF) fins al darrer volum (1994). També va ensenyar a l'École pratique des hautes études de 1975 a 1995. De 1989 a 1999, Quemada va participar en la política lingüística francesa com a vicepresident (de facto, president) del Conseil supérieur de la langue française. A partir de 1995 va publicar (juntament amb el seu alumne Jean Pruvost) a l'editorial Honoré Champion diverses sèries sobre lexicografia i investigacions sobre diccionaris.
Quemada era membre de l'Accademia della Crusca des de 1985.
Quemada estava casat amb la lexicòloga Gabrielle Quemada († 2010).

## Altres obres (selecció)
- Introduction à l'étude du vocabulaire médical (1600–1710). Les Belles lettres, París 1955
- (amb Peter J. Wexler) Datations et documents lexicographiques. 3 vol. París 1959–1965 (Matériaux pour l'Histoire du Vocabulaire français).
- (ed.) Actes du Colloque international sur la mécanisation des recherches lexicologiques Besançon (Juin 1961). Didier/Larousse, París 1962.
- "Lexicology and lexicography". In: Thomas A. Sebeok (ed.): Current Trends in Linguistics. vol. 9. Linguistics in Western Europe. Mouton, París/Den Haag 1972, p. 395–475.
- (ed. a,b Jean Pruvost) Le Dictionnaire de l'Académie française et la lexicographie institutionnelle européenne. Actes du colloque international, 17, 18 et 19 novembre. Honoré Champion, París 1998.
- (ed.) Les Préfaces du dictionnaire de l'Académie française, 1694–1992. Honoré Champion, París 1997.